# 余锡平
余锡平，南方科技大学副教务长、教学工作部部长、讲席教授，清华大学卓越访问教授，主要研究领域包括水波理论及海岸水动力学等，曾获得中国教育部自然科学一等奖等奖项，第四批“长江学者”特聘教授，著有《近岸水波的数值方法》、《近岸水波的解析理论》等，担任《Coastal Engineering》等期刊编委。

## 生平
1984年在清华大学水利工程系毕业，1986年获同校力学与河流动力学专业硕士学位，1990年获东京大学海岸工程专业博士学位。
1993年至2021年，先后在长崎大学土木工程系、东京大学土木工程系、上海交通大学工程力学系、清华大学水利水电工程系任教。
2021年后，赴南方科技大学任教，并任副教务长、教学工作部部长、讲席教授。